# Arctia impunctata
Arctia impunctata är en fjärilsart som beskrevs av Leo Schwingenschuss 1935. Arctia impunctata ingår i släktet Arctia och familjen björnspinnare. Inga underarter finns listade i Catalogue of Life.